# Zagra (Granada)
Zagra è un comune spagnolo di 1 140 abitanti situato nella comunità autonoma dell'Andalusia.